# 陵阳县
陵阳县，中国古县名。
西汉置，治所在今安徽省石台县东北广阳镇，属丹阳郡。东晋咸康四年（338年）改广阳县。 